# Ackerbürgerhaus Knickstraße 2

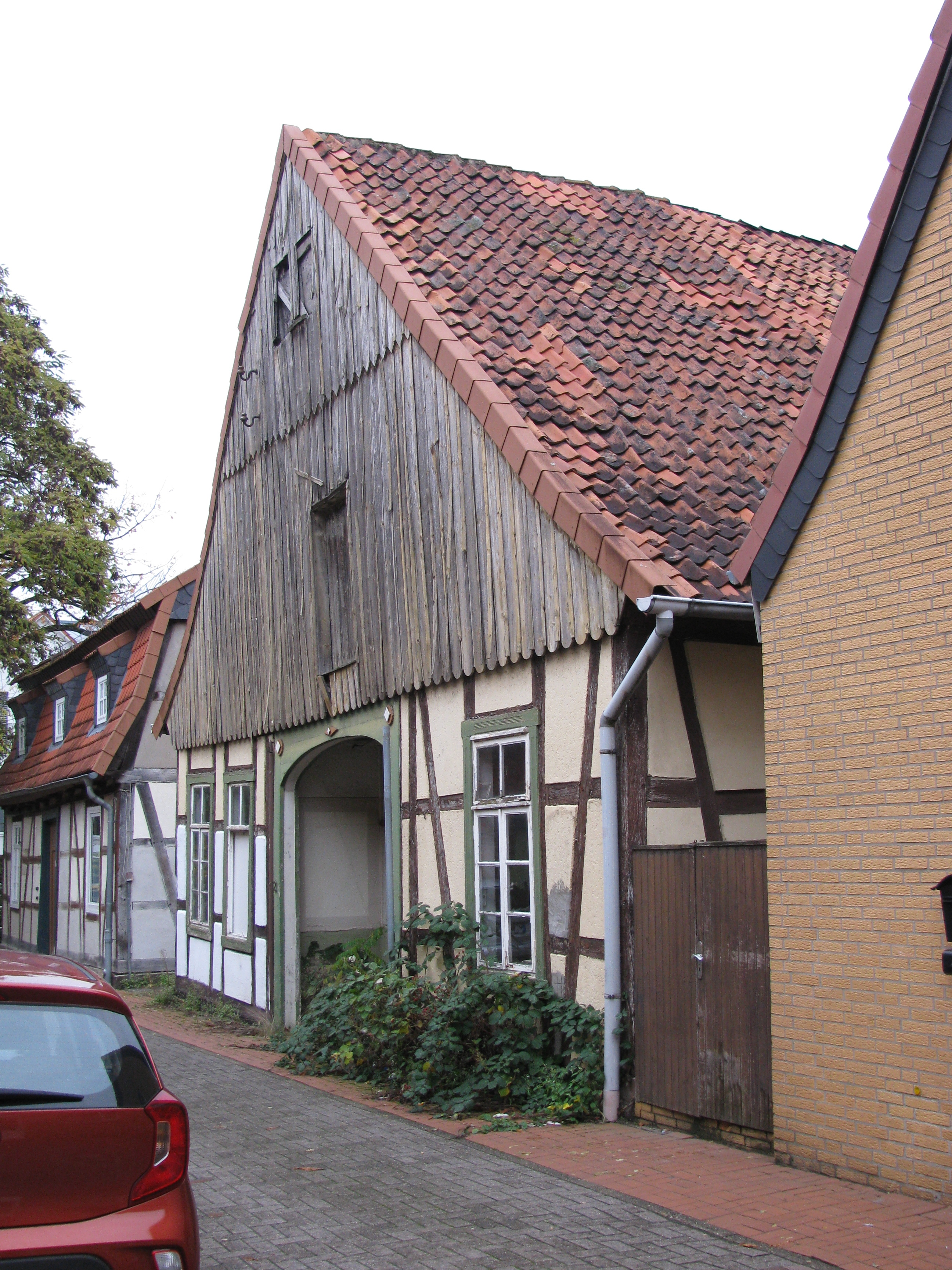
Das Ackerbürgerhaus noch als geschlossener Bau, 2021

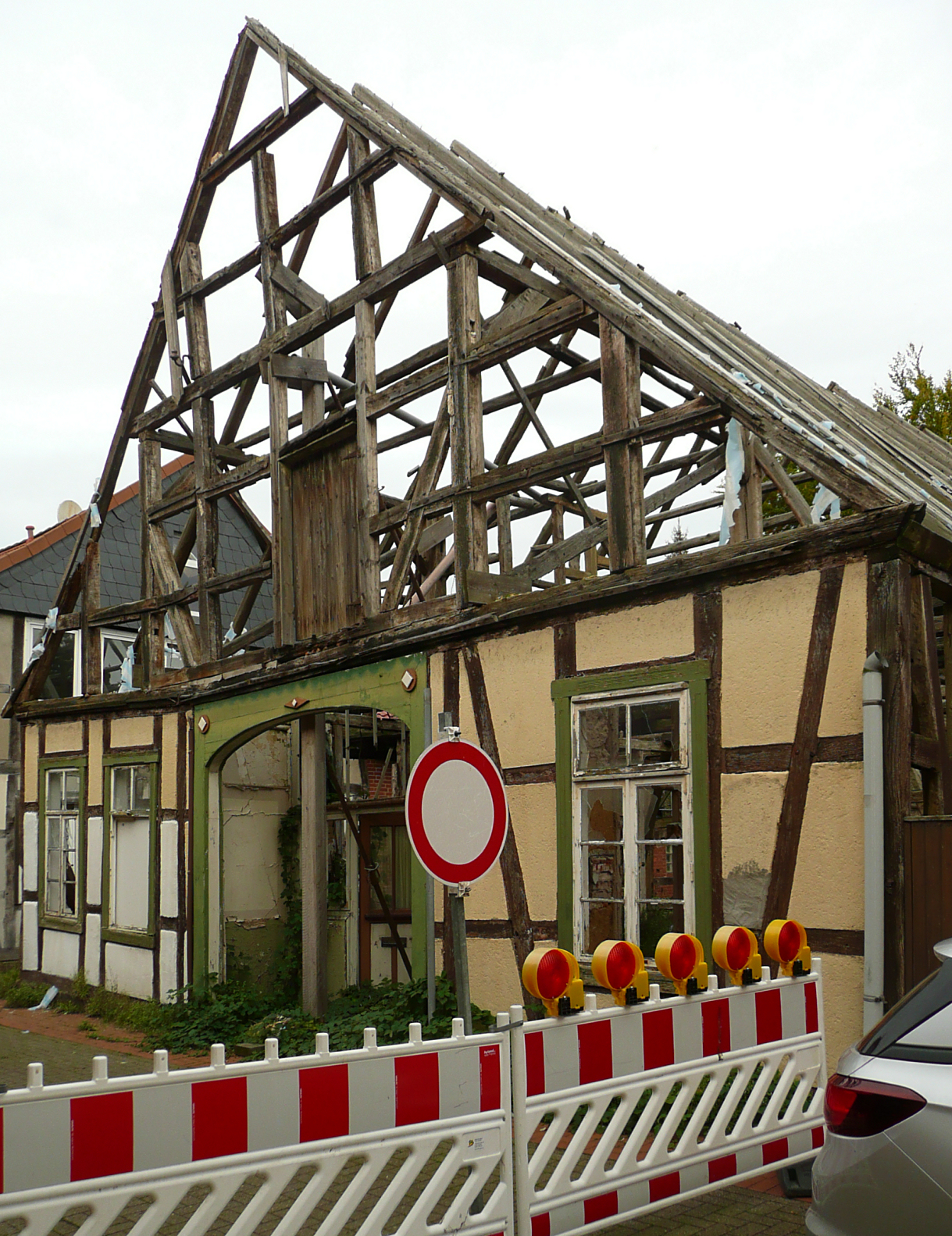
Das Gebäude mit abgedecktem Dach und offenen Seitenwänden, 2024

Das Ackerbürgerhaus Knickstraße 2 in Burgdorf in der Region Hannover wurde im 19. Jahrhundert am Rande des historischen Ortskerns erbaut. Es ist ein Hallenhaus in Vierständerbauweise, das seit 1987 unter Denkmalschutz steht.

## Geschichte

### Entstehungszeit und Nutzung
Zur Entstehungszeit und Nutzung des Gebäudes gibt es unterschiedliche Darstellungen. Laut dem Niedersächsischen Landesamt für Denkmalpflege wurde das Haus um 1850 am Ortsrand erbaut und diente Ackerbürgern als Wohn- und Wirtschaftsgebäude. Es belege, dass kleinbäuerliche Betriebe in der Stadt auch im 19. Jahrhundert üblich waren. Das Landesamt sieht in dem Gebäude baukonstruktiv einen wichtigen Vertreter im traditionellen ländlichen Baugeschehen des 19. Jahrhunderts. Es sei in der Ausprägung seiner Bauform beispielhaft.
Historiker aus dem örtlichen Verkehrs- und Verschönerungs-Verein sehen die Entstehung und Nutzung anders. Ihnen zufolge wurde das Haus nach dem Stadtbrand von 1809 erbaut, als ein Vorgängerbau an dieser Stelle zerstört worden war. Das neue Gebäude habe der Poststation in Schillerslage als Pferdepension zum Ausspannen und zur Pflege der Tiere gedient. Zwei Wohnräume seien wahrscheinlich eine Unterkunft für Postbedienstete gewesen. Als in der Mitte des 19. Jahrhunderts Burgdorf an das Eisenbahnnetz angeschlossen wurde, erübrigte sich der Postverkehr unter Nutzung von Pferden und die Post verkaufte das Gebäude. Im städtischen Grundbuchamt wurde es 1880 als Reihebürgerhaus geführt. Nach mehreren Eigentümerwechseln ging das Gebäude 1924 in Familienbesitz über. Die zum Grundstück gehörende Wiese von 3000 m² wurde in der Zwischenkriegszeit des 20. Jahrhunderts als Wäschebleiche genutzt. Beim Luftangriff der United States Army Air Forces auf Burgdorf im Februar 1945 schlugen drei Bomben auf dem Wiesengelände ein. In der Nachkriegszeit wurde aus der Wiese Ackerland zur Ernährung. 1981 richtete der Eigentümer seine Malerwerkstatt im Haus ein. 1993 wurde es wieder zum Wohnhaus und war bis 2018 vermietet.

### Sanierung ab 2021
2021 erwarb ein neuer Eigentümer das Haus. Mit einer denkmalrechtlichen Baugenehmigung begann er die Sanierung, um es als Wohnhaus zu nutzen. 2022 verhängte die Stadt Burgdorf einen Baustopp. Sie warf dem Erwerber durch ungenehmigte Abbrucharbeiten die Beseitigung denkmalgeschützter Originalsubstanz in großem Umfang vor. Unter anderem wurden die Gefache der Innenwände, die Deckenverkleidungen, Außenwände und das Dach entfernt. Durch das abgedeckte Dach ist das Gebäude ungeschützt der Witterung ausgesetzt. 2024 wurde die Straße vor dem Haus gesperrt, da bei einigen Gebäudeteilen die Standsicherheit nicht mehr gegeben war. Ebenfalls 2024 kündigte die Stadt Burgdorf an, das Gebäude auf Kosten des Eigentümers gegen Witterungseinflüsse mit Planen abdecken zu lassen.

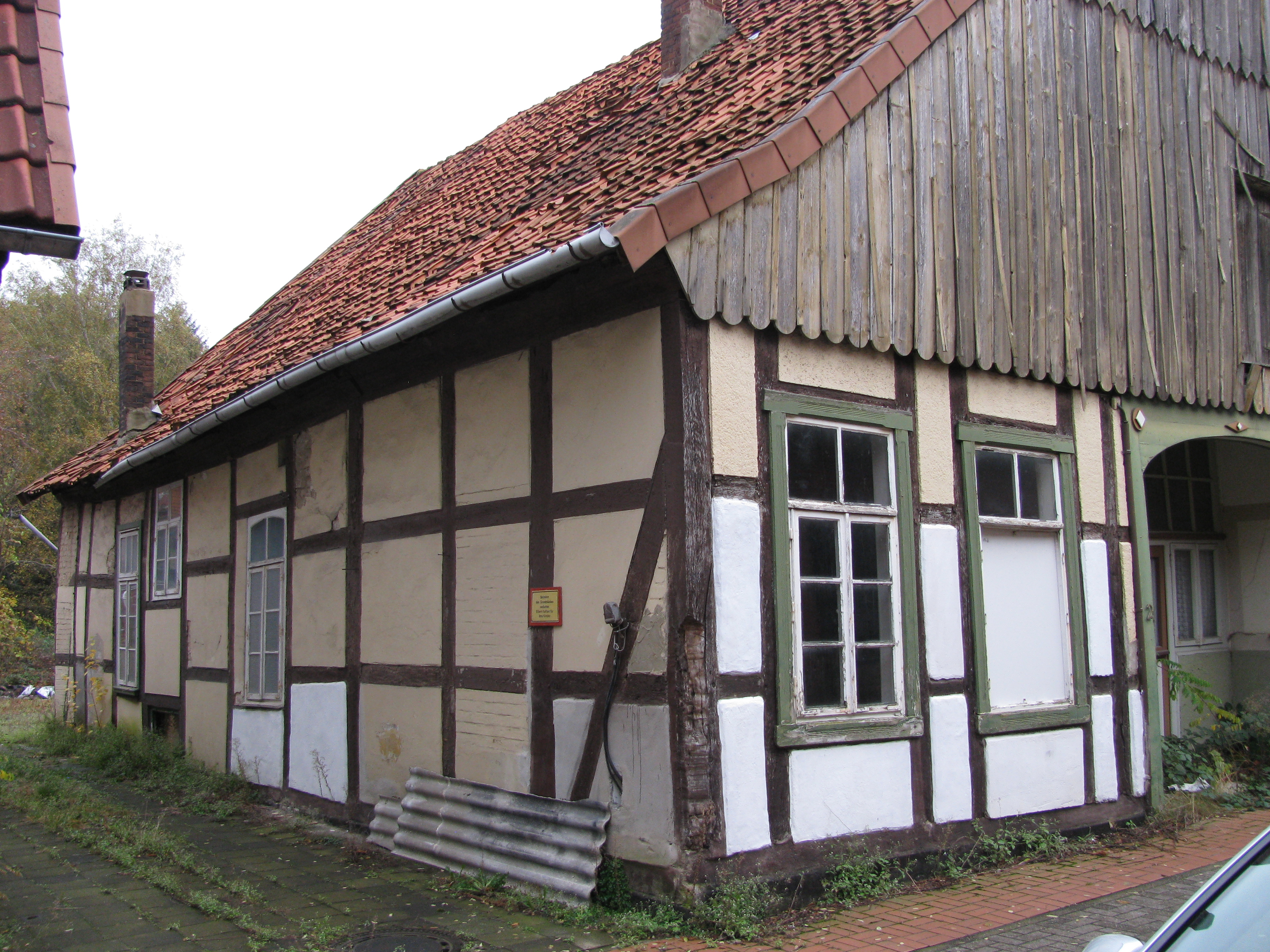
Gebäudeseite, 2021
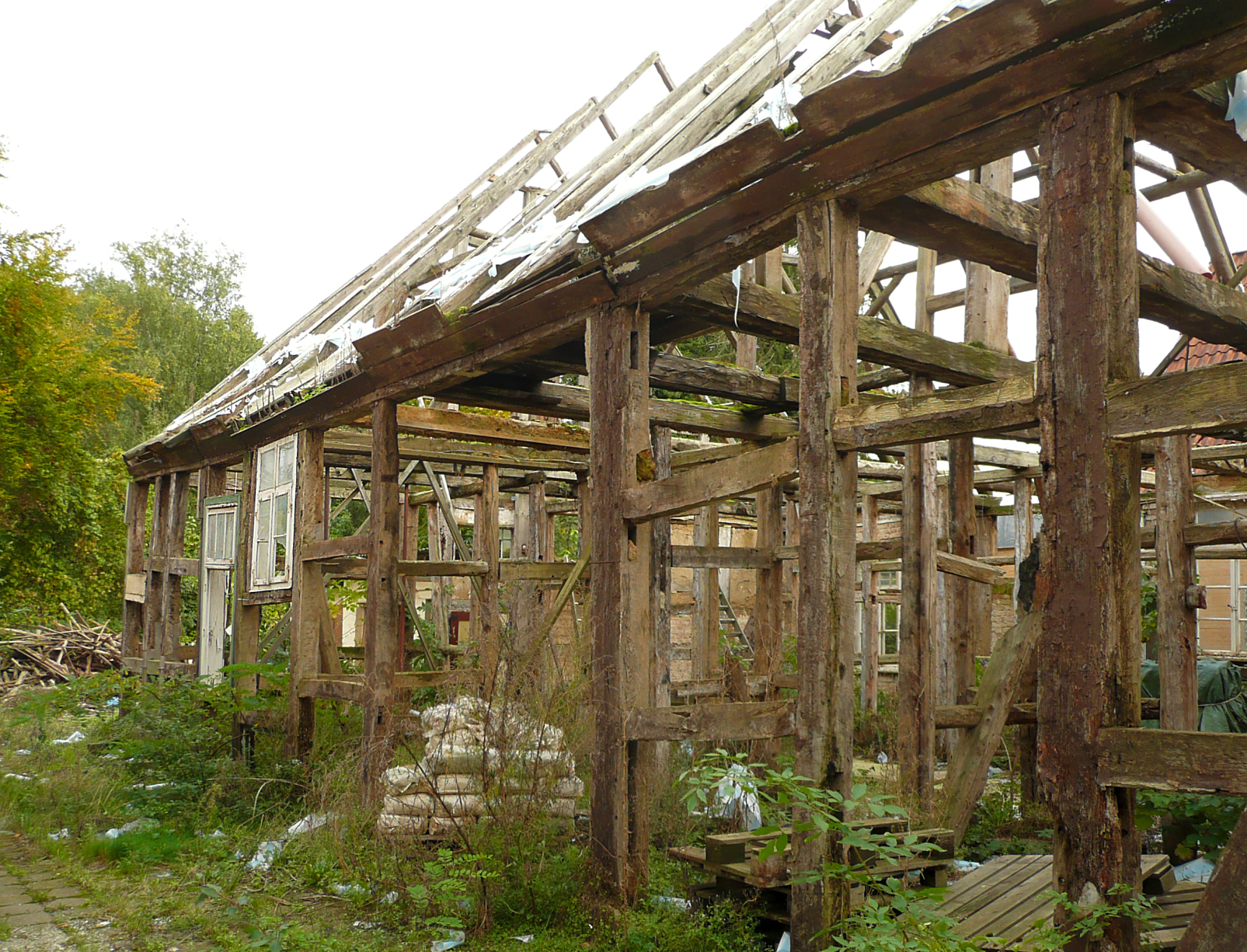
Gebäudeseite mit offener Außenwand, 2024
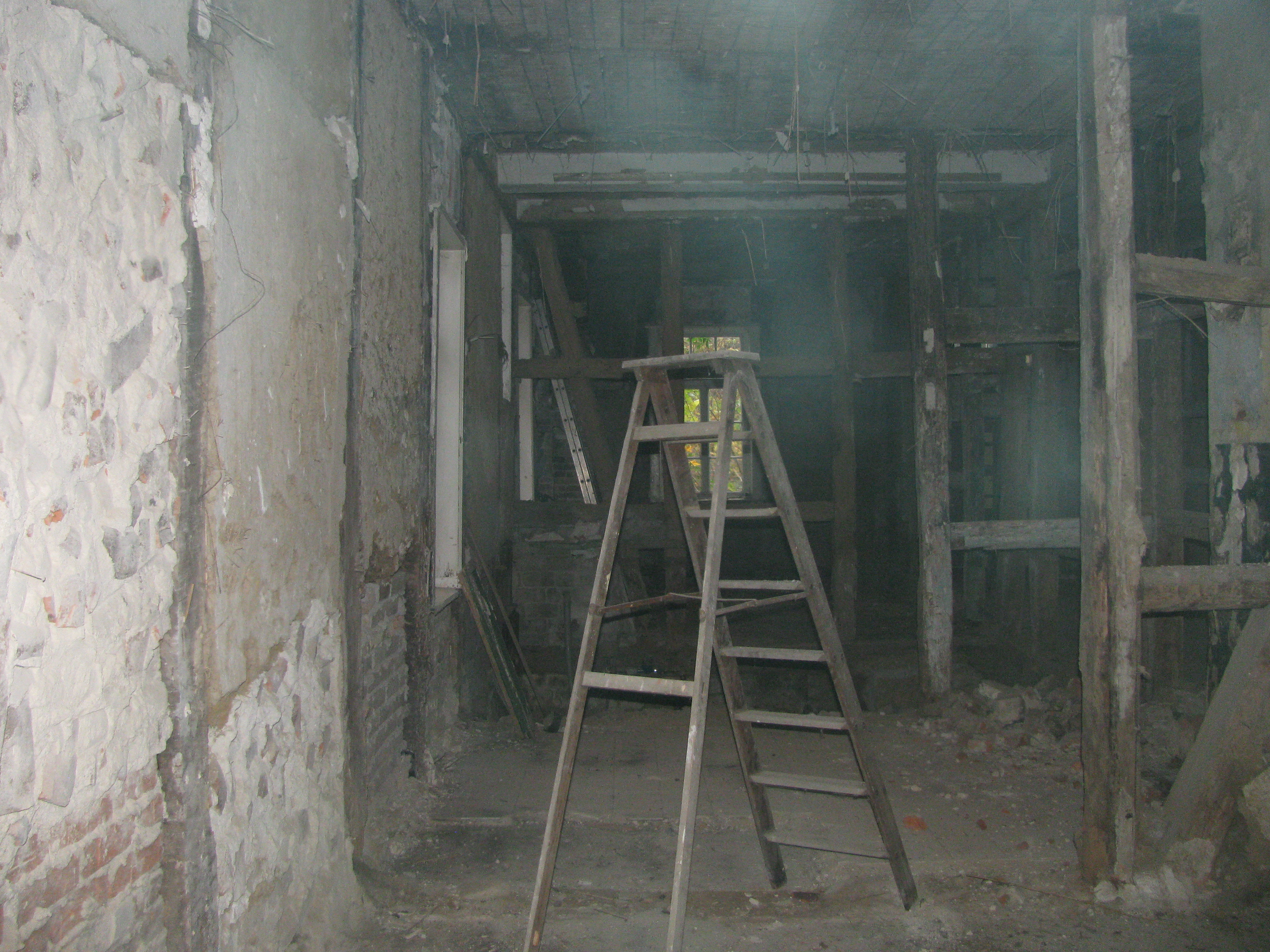
Blick in den linken Erdgeschossraum, 2021
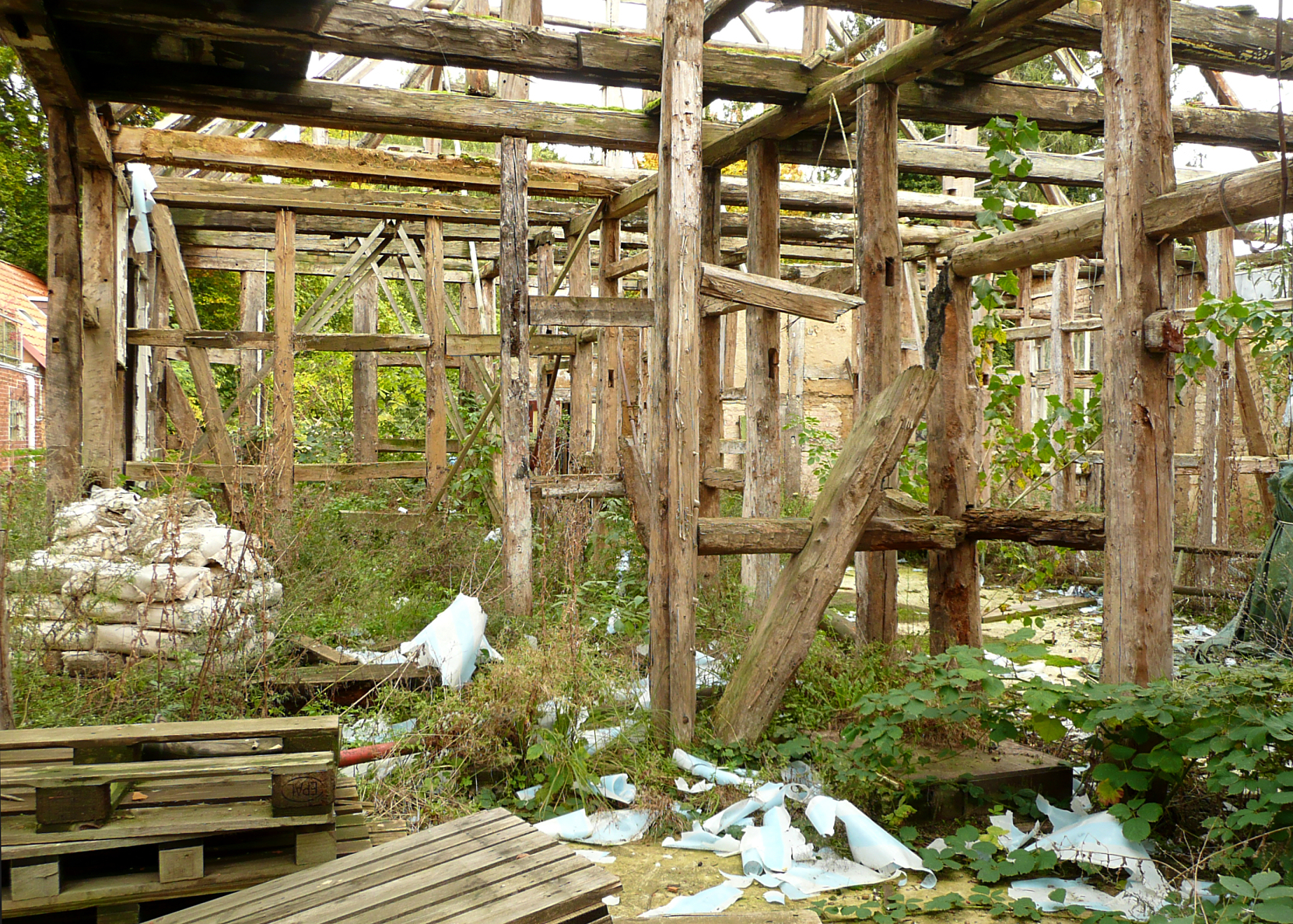
Blick in den linken Erdgeschossraum, 2024